# Kilka numerów o czymś
Kilka numerów o czymś – nielegal polskiego rapera Małpy, będący jednocześnie jego pierwszym albumem solowym. Wydawnictwo ukazało się 27 listopada 2009 roku nakładem własnym. Po sprzedaniu tysiąca egzemplarzy przez rapera, nawiązał on współpracę z wytwórnią Asfalt Records, która zajęła się dystrybucją albumu.
W ramach promocji zostały zrealizowane teledyski do utworów „Nie byłem nigdy” i „5 element”.
Według wytwórni Asfalt Records, dystrybutora debiutu, w niespełna trzy lata od premiery wydawnictwo uzyskało status złotej płyty.
Blisko 15 lat po premierze nagrania zadebiutowały na 5. miejscu zestawienia OLiS, a następnie dotarły do 3. miejsca.

## Lista utworów

### CD
Opracowano na podstawie materiału źródłowego.
1. „Intro” (produkcja, scratche: DJ Ike) – 1:44
2. „Miałem to rzucić” (produkcja: Joter, DJ Ike; scratche: DJ Ike) – 2:32
3. „Pamiętaj kto” (produkcja: Artem; scratche: The Returners) – 3:16
4. „Wszyscy kłamią” (gościnnie: Wergawer; produkcja, scratche: The Returners) – 2:51
5. „Właśnie Ty” (produkcja: Joter, DJ Ike; scratche: DJ Ike) – 3:51
6. „Wyjeżdżam by wrócić” (produkcja: 2sty; scratche: DJ Who?list) – 3:20
7. „Nie byłem nigdy” (produkcja: The Returners) – 2:58
8. „Jak pierwsze włosy na jajach” (produkcja: Expe; scratche: DJ Jarzomb) – 3:28
9. „Pozwól mi nie mówić nic” (produkcja: Amonn; scratche: DJ Who?list) – 3:20
10. „Postaw na mnie” (produkcja: 2sty; scratche: DJ Who?list) – 3:17
11. „Ponad horyzont” (produkcja: Czarlson; scratche: DJ Fun_Key) – 3:28
12. „Paznokcie” (produkcja: Bartas; scratche: DJ Jarzomb) – 2:52
13. „5 element” (gościnnie: Jinx; produkcja: Kazzam; scratche: The Returners) – 3:57
14. „Mógłbym” (produkcja: Poka) – 2:56
15. „Męczennik (Bonus track)” (produkcja: Poka; scratche: DJ Who?list; gitara: Piotr Wolski) – 4:02

### Winyl

#### Wydanie z 2010
Opracowano na podstawie materiału źródłowego.
LP 1

Strona A
1. „Intro” (produkcja, scratche: DJ Ike) – 1:44
2. „Miałem to rzucić” (produkcja: Joter, DJ Ike; scratche: DJ Ike) – 2:32
3. „Pamiętaj kto” (produkcja: Artem; scratche: The Returners) – 3:16
4. „Wszyscy kłamią” (gościnnie: Wergawer; produkcja, scratche: The Returners) – 2:51
5. „Właśnie Ty” (produkcja: Joter, DJ Ike; scratche: DJ Ike) – 3:51

Strona B
1. „Wyjeżdżam by wrócić” (produkcja: 2sty; scratche: DJ Who?list) – 3:20
2. „Nie byłem nigdy” (produkcja: The Returners) – 2:58
3. „Jak pierwsze włosy na jajach” (produkcja: Expe; scratche: DJ Jarzomb) – 3:28
4. „Pozwól mi nie mówić nic” (produkcja: Amonn; scratche: DJ Who?list) – 3:20

LP 2

Strona C
1. „Postaw na mnie” (produkcja: 2sty; scratche: DJ Who?list) – 3:17
2. „Ponad horyzont” (produkcja: Czarlson; scratche: DJ Fun_Key) – 3:28
3. „Paznokcie” (produkcja: Bartas; scratche: DJ Jarzomb) – 2:52
4. „5 element” (gościnnie: Jinx; produkcja: Kazzam; scratche: The Returners) – 3:57

Strona D
1. „Mógłbym” (produkcja: Poka) – 2:56
2. „Męczennik (Bonus track)” (produkcja: Poka; scratche: DJ Who?list; gitara: Piotr Wolski) – 4:02
3. „Miałem to rzucić (Remix)” (produkcja: Wosk Master Astek) – 2:56
4. „Pozwól mi nie mówić nic (Remix)” (produkcja: Me?How?) – 2:39

#### Wydanie z 2024
Opracowano na podstawie materiału źródłowego.
LP 1

Strona A
1. „Intro” (produkcja, scratche: DJ Ike) – 1:44
2. „Miałem to rzucić” (produkcja: Joter, DJ Ike; scratche: DJ Ike) – 2:32
3. „Pamiętaj kto” (produkcja: Artem; scratche: The Returners) – 3:16
4. „Wszyscy kłamią” (gościnnie: Wergawer; produkcja, scratche: The Returners) – 2:51

Strona B
1. „Właśnie Ty” (produkcja: Joter, DJ Ike; scratche: DJ Ike) – 3:51
2. „Wyjeżdżam by wrócić” (produkcja: 2sty; scratche: DJ Who?list) – 3:20
3. „Nie byłem nigdy” (produkcja: The Returners) – 2:58
4. „Jak pierwsze włosy na jajach” (produkcja: Expe; scratche: DJ Jarzomb) – 3:28

LP 2

Strona C
1. „Pozwól mi nie mówić nic” (produkcja: Amonn; scratche: DJ Who?list) – 3:20
2. „Postaw na mnie” (produkcja: 2sty; scratche: DJ Who?list) – 3:17
3. „Ponad horyzont” (produkcja: Czarlson; scratche: DJ Fun_Key) – 3:28
4. „Paznokcie” (produkcja: Bartas; scratche: DJ Jarzomb) – 2:52

Strona D
1. „5 element” (gościnnie: Jinx; produkcja: Kazzam; scratche: The Returners) – 3:57
2. „Mógłbym” (produkcja: Poka) – 2:56
3. „Męczennik (Bonus track)” (produkcja: Poka; scratche: DJ Who?list; gitara: Piotr Wolski) – 4:02

## Kilka blendów o hajsie, jointach i dupach!
Wokale pochodzące z płyty Kilka numerów o czymś zostały wykorzystane przez producenta muzycznego 2sty’ego do stworzenia blendtape’u pt. Kilka blendów o hajsie, jointach i dupach!, który ukazał się w 2010 roku.

### Lista utworów
Opracowano na podstawie materiału źródłowego.
1. „Intro (Totalny kataklizm)” – 2:30
2. „Postaw na mnie” (+ DJ Who?list, 2Pac, M.O.P.) – 5:30
3. „Nie byłem nigdy” (+ DJ Revolution, DJ Hazel) – 4:40
4. „Paznokcie” (+ Duffy) – 4:45
5. „Wyjeżdżam by wrócić” (+ Beyoncé) – 5:52
6. „Miałem to rzucić” (+ Britney Spears, Peja) – 7:58
7. „Właśnie Ty” (+ t.A.T.u., Olav Basoski) – 5:53
8. „Mógłbym” (+ Nelly Furtado, Doda) – 7:29
9. „Męczennik” (+ Madonna) – 4:33
10. „Pamiętaj kto” (+ DJ Macu, Ten Typ Mes, Kasia Wilk) – 10:25
11. „Outro o hajsie i jointach (Bonus blends)” – 13:43
  1. „Outro o hajsie i jointach” – 1:38
  2. Bonus blend: Enson – „Nie nagram na Ciebie dissu” – 5:59
  3. Bonus blend: Beastie Boys – „Triple Trouble” – 6:06